# Acacia holosericea
Espèce
Acacia holosericea est une espèce de plantes à fleurs du genre Acacia et de la famille des Fabaceae. C'est un arbuste trouvé dans le nord de l'Australie.

## Description

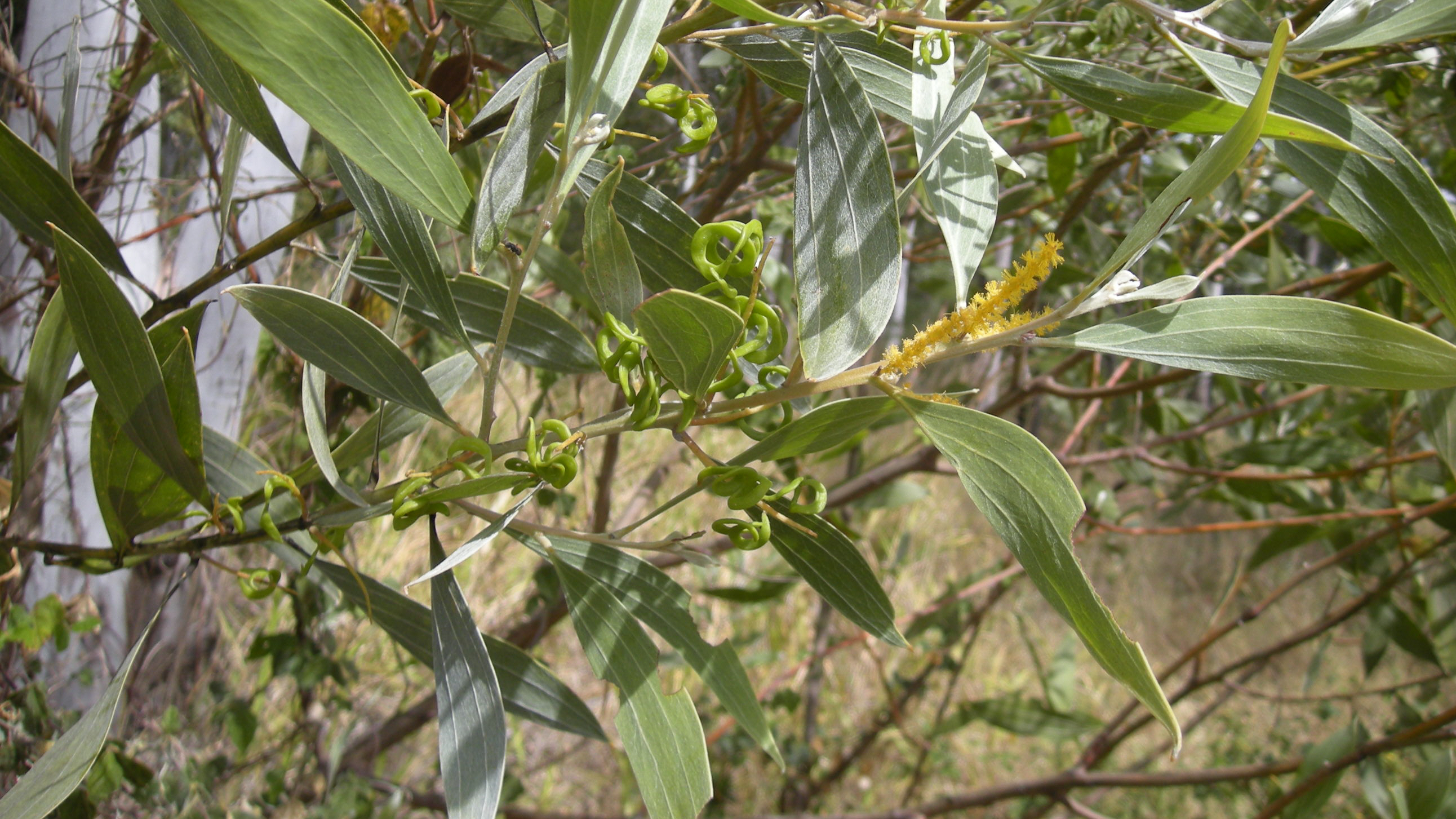
Fleurs, feuillage et gousses dAcacia holosericea.

C'est un arbuste.

## Répartition
On le trouve dans les états de l'Australie-Occidentale, du Territoire du Nord et du Queensland.